# Mistrzostwa Świata w Saneczkarstwie 1974
Mistrzostwa Świata w Saneczkarstwie 1974 – piętnasta edycja mistrzostw świata w saneczkarstwie, rozegrana w 1974 roku w zachodnioniemieckim Schönau am Königssee. W tym mieście mistrzostwa odbyły się już trzeci raz (wcześniej w 1969 i 1970). Rozegrane zostały trzy konkurencje: jedynki kobiet, jedynki mężczyzn oraz dwójki mężczyzn. W tabeli medalowej najlepsza była Niemiecka Republika Demokratyczna.

## Wyniki

### Jedynki kobiet
| Medal | Zawodniczka          | Państwo | Czas | Strata |
| ----- | -------------------- | ------- | ---- | ------ |
|       | Margit Schumann      | NRD     |      |        |
|       | Elisabeth Demleitner | RFN     |      |        |
|       | Ute Rührold          | NRD     |      |        |

### Jedynki mężczyzn
| Medal | Zawodnik     | Państwo | Czas | Strata |
| ----- | ------------ | ------- | ---- | ------ |
|       | Josef Fendt  | RFN     |      |        |
|       | Hans Rinn    | NRD     |      |        |
|       | Horst Müller | NRD     |      |        |

### Dwójki mężczyzn
| Medal | Zawodnicy                         | Państwo | Czas | Strata |
| ----- | --------------------------------- | ------- | ---- | ------ |
|       | Bernd Hahn/Ulrich Hahn            | NRD     |      |        |
|       | Henning Schulze/Hans-Jörg Neumann | NRD     |      |        |
|       | Rudolf Schmid/Franz Schachner     | Austria |      |        |

## Klasyfikacja medalowa
| Miejsce | Państwo | złoto | srebro | brąz | Razem |
| ------- | ------- | ----- | ------ | ---- | ----- |
| 1.      | Niemcy  | 2     | 2      | 2    | 6     |
| 2.      | RFN     | 1     | 1      | 0    | 2     |
| 3.      | Austria | 0     | 0      | 1    | 1     |